# Heliodoro Rodríguez López
Heliodoro Rodríguez López (Santa Cruz de Tenerife, 1890 - 4 de marzo de 1950) fue jugador y posteriormente presidente del Club Deportivo Tenerife entre 1946 y 1950 realizando importantes obras de remodelación del actual estadio. El arquitecto encargado de realizar el proyecto de renovación fue José Enrique Marrero Regalado y la obra tuvo el apoyo económico de la Caja de Ahorros.
Fue uno de los diez hijos de Juan Rodríguez López (1879-1960), el cabeza de familia de uno de los linajes más poderosos de Canarias en la época, los Rodríguez López.
Debutó en el primer equipo contra el Real Madrid, con tan sólo 14 años. Sus dotes le permitieron a lo largo de los años conseguir un hueco en la plantilla del Tenerife donde años posteriores fue elegido presidente.

## Reconocimientos
El actual estadio del C. D. Tenerife lleva el nombre de este presidente desde 1950. También existe un busto en una de las gradas del estadio desde 1951.